# Ernst Enzensperger
Ernst Enzensperger (* 31. Mai 1877 in Spalt; † 5. März 1975 in München) war ein deutscher Pädagoge.

## Werdegang
Enzensperger war der jüngere Bruder des Meteorologen Josef Enzensperger (1873–1903). Er studierte 1895/96 ein Semester Mathematik an der Ludwig-Maximilians-Universität und ab war ab Mai 1896 in der allgemeinen Abteilung der technischen Hochschule (heute Technische Universität) in München immatrikuliert. Er war Studienprofessor an einem Münchner Gymnasium. 1913 gründete er innerhalb des Deutschen und Österreichischen Alpenvereins den „Ortsausschuss München für Jugendalpenwandern“. 1924 übernahm er den Vorsitz des neu gegründeten Zweigausschusses Südbayern im Reichsverband für Deutsche Jugendherbergen und wurde nach dem durch ihn eingeleiteten Zusammenschluss der vier bayerischen Zweigausschüsse zum Landesverband Bayern für Jugendwandern und Jugendherbergen ebenfalls Vorsitzender. 1933 trat er zusammen mit dem gesamten Vorstand von seinem Amt zurück.
Nach Ende des Zweiten Weltkriegs wurde er vom Bayerischen Staatsministerium für Unterricht und Kultus als Beauftragter für Jugendherbergen eingesetzt und leitete die Gründung des Bayerischen Jugendkomitees (ab 1947 Bayerischer Jugendring) ein. Bei Neugründung des Landesverbandes Bayern für Jugendwandern und Jugendherbergen 1946 wurde er wieder Vorsitzender und blieb bis 1949 im Amt.
Ernst Enzensperger war Mitglied in der Sektion Hochland, sowie in seiner im Jahr 1896 eingetretenen Stammsektion Allgäu-Immenstadt, dort war er Ehrenmitglied seit 1952.

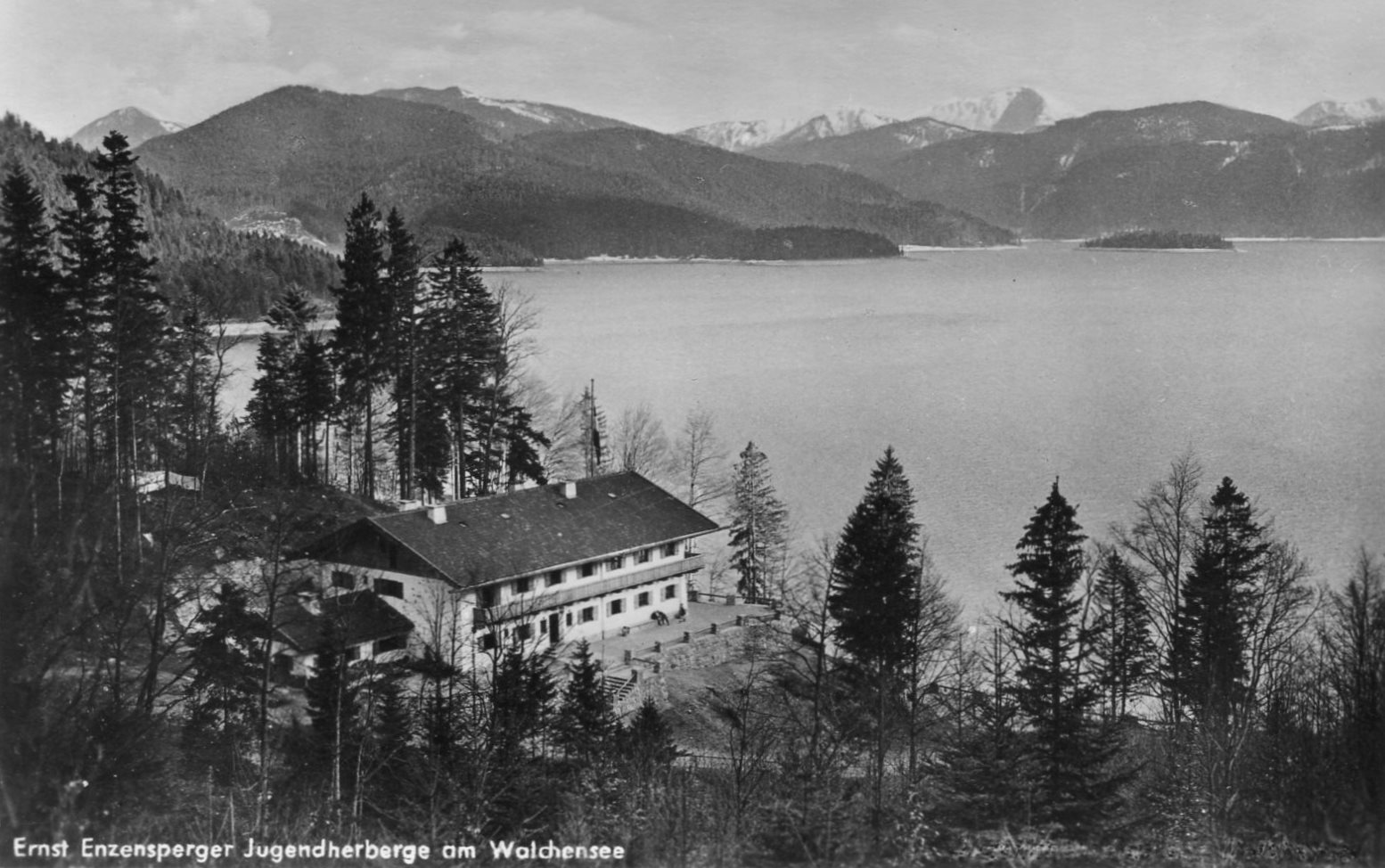
Ernst-Enzensperger-Jugendherberge in Urfeld am Walchensee

Als Schriftsteller schrieb er über das alpine Jugendwandern.
Die erste Jugendherberge in Urfeld von 1928 war eine Blockhütte. Sie war den Ansprüchen nicht mehr gewachsen und musste 1935 einem Neubau weichen. Am 21. Mai 1950 erhielt das Haus in Urfeld am Walchensee durch eine Neueinweihung, in Anerkennung seiner langjährigen Verdienste für die Jugendherbergen in Bayern, den Namen Ernst-Enzensperger-Jugendherberge.
Ihm und seinem Bruder Josef zu Ehren wurde eine Straße in Kempten (Allgäu) Enzenspergerweg genannt.

## Ehrungen
- 1949: Ehrenvorsitzender des Landesverbandes Bayern für Jugendwandern und Jugendherbergen
- 1952: Verdienstkreuz (Steckkreuz) der Bundesrepublik Deutschland
- 1957: Großes Verdienstkreuz der Bundesrepublik Deutschland

## Ernst-Enzensperger-Preis
Der Landesverband Bayern des Deutschen Jugendherbergswerks vergibt alle zwei Jahre seit 1976 einen Preis an Persönlichkeiten oder Institutionen, die jungen Menschen wertvolle Erlebnisse in den Bergen ermöglichen. Er ehrt damit das Engagement, junge Menschen für die Lebenswelt der Alpen zu begeistern und ihnen Aspekte eines nachhaltigen Tourismus zu vermitteln. Der Preis geht zurück auf Ernst Enzensperger, den Gründer des bayerischen Jugendherbergswerks.

## Werke
- Wie sollen unsere Mittelschüler die Alpen bereisen? Technische Anleitungen und wissenschaftliche Anregungen. Enzensperger, Ernst. 1909
- Alpenfahrten der Jugend, "IM ALLGÄU", 1912, Enzensperger, Ernst
- Entwicklung des Besuches der höheren Lehranstalten Bayerns an Orten mit zwei oder mehreren Schulgattungen, Enzensperger, Ernst. - Nürnbg : Koch, 1918
- Die alpine Jugendwanderbewegung und der Deutsche und Oesterreichische Alpenverein, Enzensperger, Ernst. (Pössenbacher Buchdr. Giehrl.), um 1930
- Der Jugendwanderführer, Enzensperger, Ernst, 1930
- Kartenkunde, Kartenlesen, Sichzurechtfinden in Gelände, Kompasslehre, Enzensperger, Ernst. 1936
- Jugendwandern, Enzensperger, Ernst. - München : Landesverband Bayern f. Jugendwandern u. Jugendherbergen e.V., 1947
- Von Jugendwandern und Bergsteigertum, Enzensperger, Ernst. - München : Dt. Jugendherbergswerk, Landesverband Bayern f. Jugendwandern u. Jugendherbergen e.V., 1951
- Natur und Technik in der Geschichte des Wanderns, Enzensperger, Ernst. - Detmold : Deutsches Jugendherbergswerk, 1957
- Mein Leben mit den Bergen. Enzensperger, Ernst. 1972